# Ricard Margarit i Calvet
Ricard Margarit i Calvet (Rubí, 9 de desembre de 1883 – Barcelona, 29 de desembre de 1974) va ser un enginyer, empresari i executiu en cap de Catalana de Gas i Electricitat entre 1934 i 1961. Durant la seva joventut va ser futbolista i remer olímpic als Jocs de París de 1900.

## Biografia

### Carrera esportiva
Practicà el rem al Reial Club de Regates de Barcelona, entitat de la qual també en fou directiu. El 1900 va prendre part en els Jocs Olímpics de París, on disputà la prova de quatre amb timoner conjuntament amb Joan Camps Mas, Josep Fórmica-Corsi, Orestes Quintana i Antoni Vela i Vivó, que exercia de timoner. Quedaren eliminats en la primera eliminatòria.
També practicà el futbol. El 1900 jugà com a davanter amb l'equip reserva del FC Barcelona i disputà un partit amb el primer equip. Posteriorment jugà a l'Universitari. El 1902 va ser un dels fundadors del Rowing Football Club, equipo de futbol creat per socis del Reial Club de Regates. Als tres equips coincidí amb el company de rem Orestes Quintana, amb qui també practicà el gouret, modalitat de hoquei de moda a la Barcelona de principis del segle xx.

### Trajectòria professional
Enginyer industrial de professió, el 1912 ingressà a la secció d'electricitat de la Catalana de Gas i Electricitat, com a enginyer en cap del servei exterior i dels tècnics comercials. El 1919 passà a secretari de gerència, el 1923 fou ascendit a subdirector i, finalment, el 1934 fou nomenat executiu en cap, en substitució del finat Josep Mansana. Margarit fou un dels artífexs de l'acord de lloguer del negoci elèctric a la Cooperativa de Fluït Elèctric i impulsor de la companyia Hidroelèctrica de Catalunya, creada el 1946. Aquell mateix any ingressà al consell d'administració de "la Catalana". El 1961 fou substituït per Pere Duran Farell, nou conseller delegat de la societat, tot i que continuà al consell d'administració fins a la seva mort, ocupant la vicepresidència. També fou president del consell d'administració d'Hidroelèctrica de Catalunya fins a la seva dimissió, per motius de salut, el 1968, quan passà a ser nomenat president d'honor.

### Vida familiar
Ricard Margarit era membre d'una família benestant, descendent directa del mariner colombí Pere Margarit. El seu germà Arnau també fou remer del Reial Club de Regates de Barcelona i sovint van competir plegats. Posteriorment fou un destacat dirigent i va escriure el primer manual sobre la pràctica del rem publicat a Espanya el 1918.